# Rio Paraúna

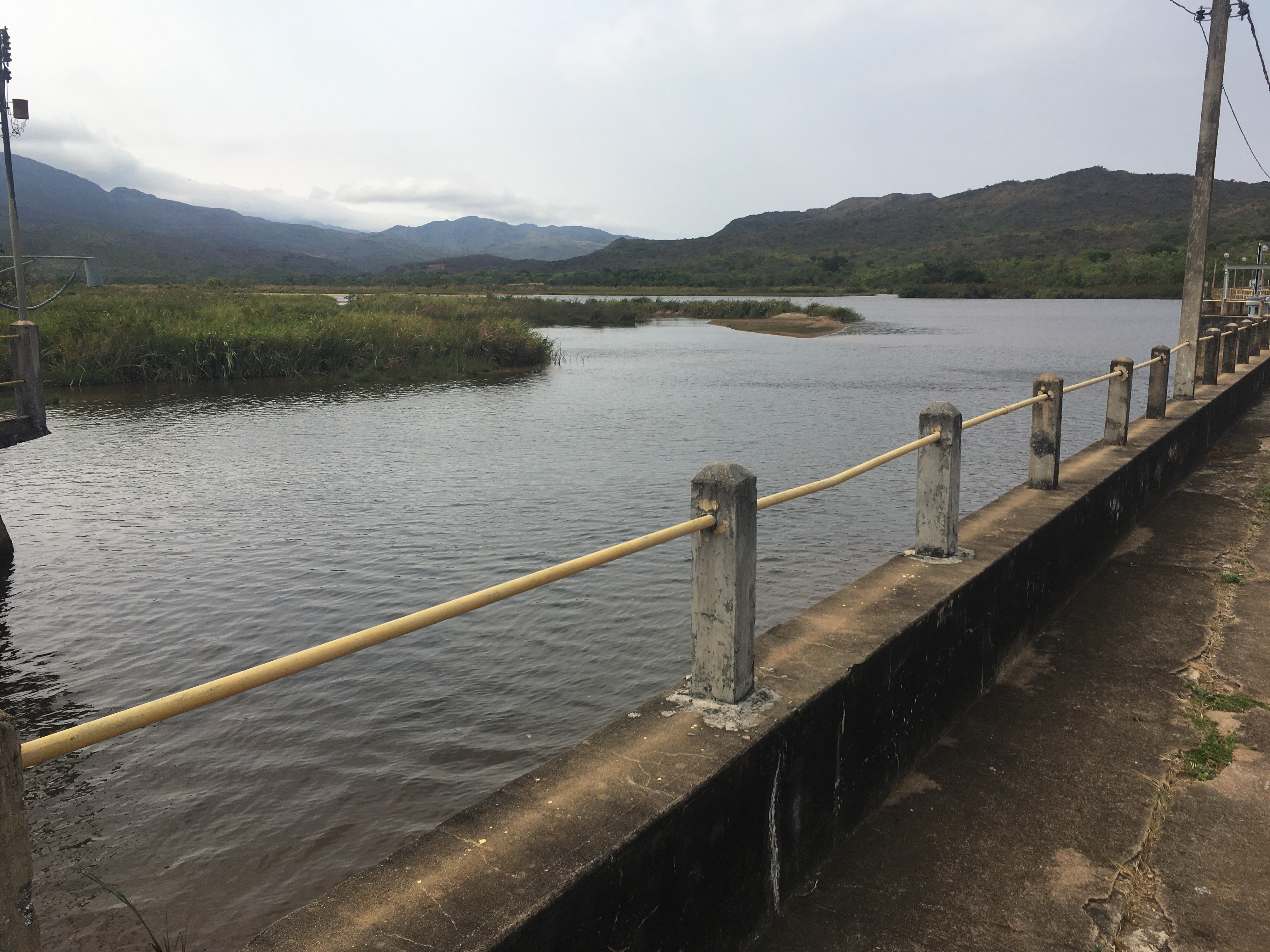
Lago artificial da Usina do Rio Paraúna, ao fundo se vê a Serra do Espinhaço.

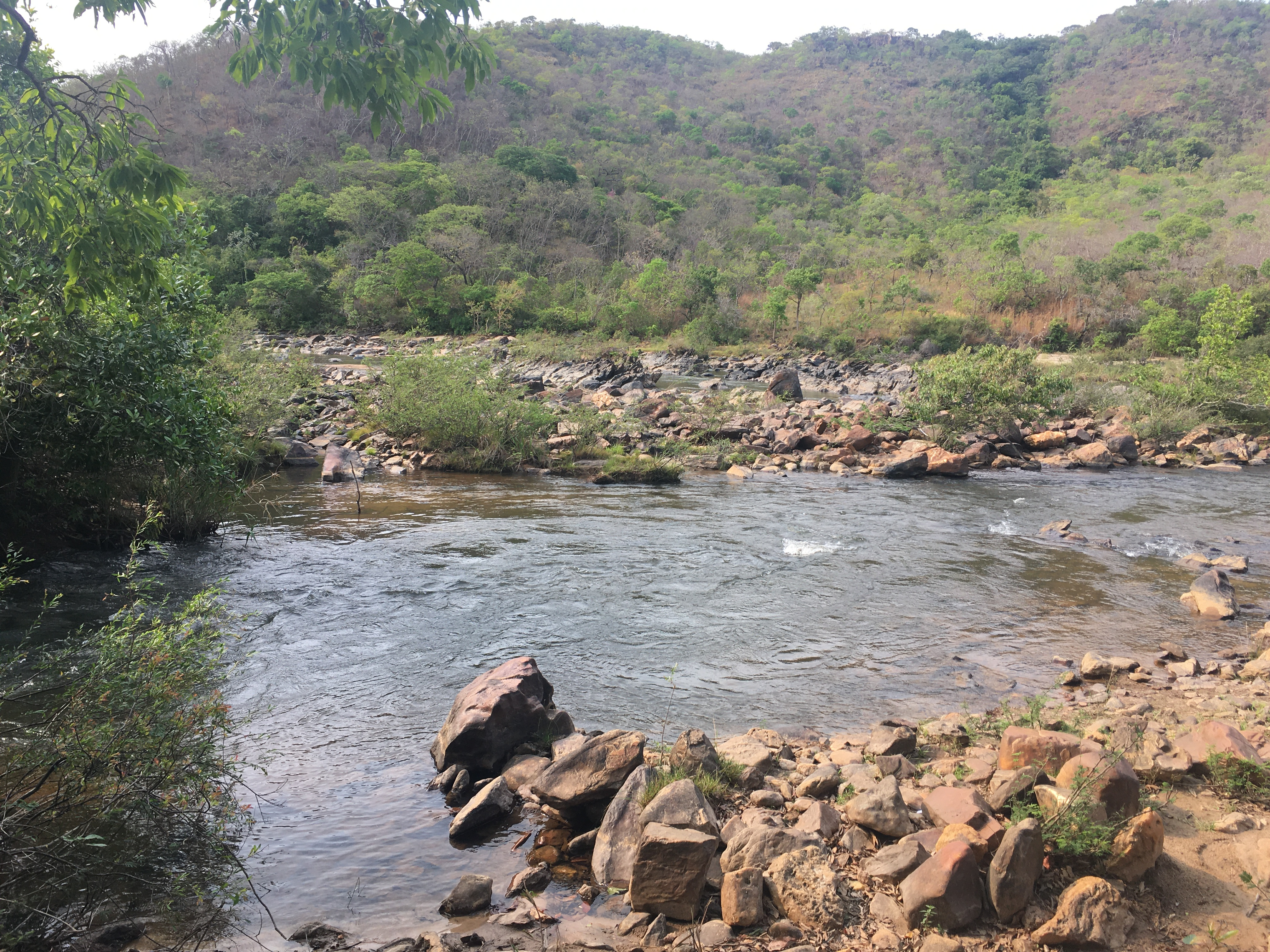
Rio Paraúna logo abaixo da queda d'água da usina.

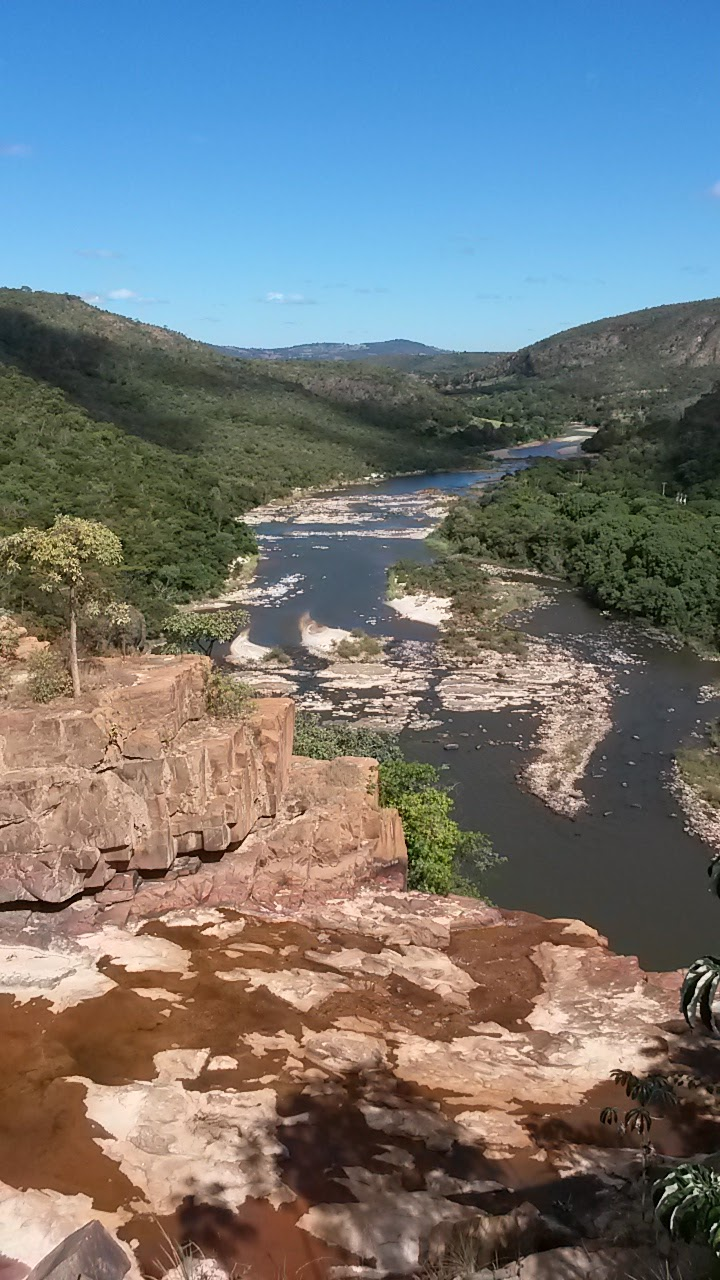
Rio Paraúna visto a partir da passarela da Usina. Do lado direito Município de Presidente Juscelino, no lado esquerdo Município de Santana do Pirapama.

O rio Paraúna é um curso de água do estado de Minas Gerais, no Brasil. Tem sua nascente localizada no município de Conceição do Mato Dentro e deságua na margem direita do rio das Velhas, no limite entre os municípios de Santo Hipólito e Presidente Juscelino.
O rio Paraúna, desde a nascente até a foz, percorre os seguintes municípios mineiros:
- Conceição do Mato Dentro,
- Congonhas do Norte,
- Datas,
- Gouveia,
- Monjolos,
- Presidente Juscelino,
- Presidente Kubitschek,
- Santana de Pirapama,
- Santo Hipólito.

A sub-bacia do Rio Paraúna faz parte da Bacia do Rio das Velhas, localizada na região hidrográfica do São Francisco. A região é rica em depósitos de areia, principalmente de granulometria média a grossa, e cascalho em função dos tipos litológicos que ocorrem na área, da ação erosiva de minerações e da energia de transporte do rio.

## Potencial hidrelétrico
O rio paraúna  tem seu potencial hidrelétrico aproveitado em quatro barragens para geração de energia elétrica construídas ao longo de seu curso, listadas abaixo no sentido da nascente para a foz.
1. PCH Quartel I, em construção, com potência de 30.000 kW;[3]
2. PCH Quartel II, em construção, com potência de 30.000 kW;[4]
3. PCH Quartel III, em construção, com potência de 30.000 kW;[5]

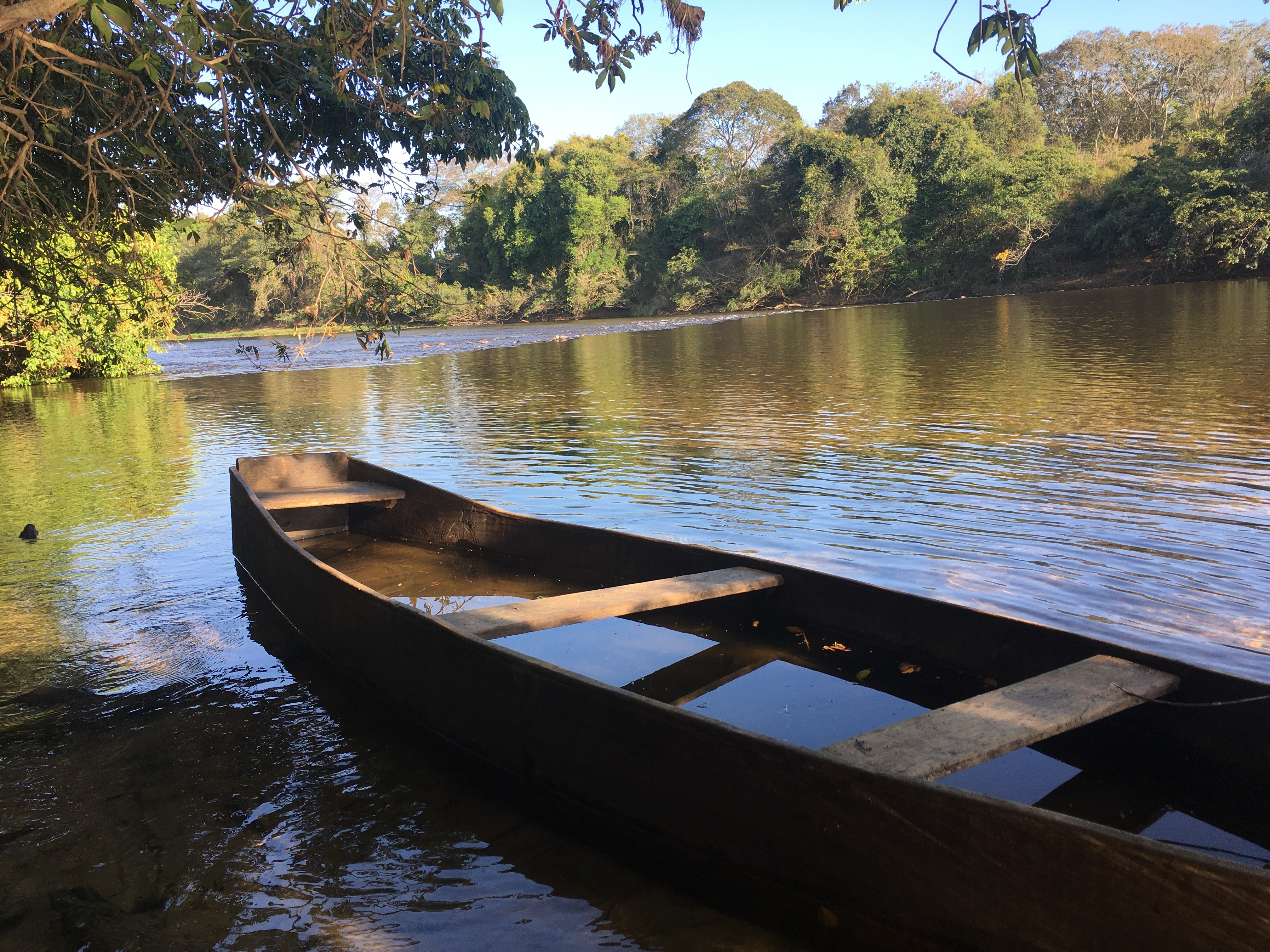
Rio Paraúna na localidade rural de Sobrado, município de Presidente Juscelino.

4. Rio Paraúna na localidade rural de Sobrado, município de Presidente Juscelino.PCH Paraúna, com potência instalada de 4.280 kW.[6]